# 宣教司牧評議会
宣教司牧評議会（せんきょうしぼくひょうぎかい、英 : diocesan synod、羅 : Synodus dioecesana）は、カトリック教会の教区司教の諮問機関。教会法460条に基づく組織。司教区ごとに置かれる。司祭、修道者及び信徒の代表者により構成される。